# 第67回全国高等学校サッカー選手権大会
昭和63年度第67回全国高等学校サッカー選手権大会（だい67かいぜんこくこうとうがっこうサッカーせんしゅけんたいかい）は、1989年1月に行われた、全国高等学校サッカー選手権大会である。

## 概要
- キャッチフレーズ ときめきを今・・・

### 日程
- 開会式　1月1日
- 1回戦　1月2日
- 2回戦　1月3日
- 3回戦　1月4日
- 準々決勝　1月6日
- 準決勝　　1月9日（2日延期）
- 決勝　1月10日（2日延期）

準決勝は通例として国立霞ヶ丘競技場陸上競技場で行われるが、大会前から当初予定の1月7日に全国大学ラグビー選手権大会決勝戦が組まれた関係で、試合会場は駒沢オリンピック公園陸上競技場となり、国立競技場のピッチで試合ができるのは決勝進出2チームだけとなった。
準決勝が当初予定された1月7日、昭和天皇崩御に伴い、国民服喪のため準決勝と決勝はそれぞれ2日延期となった。

### 使用会場
- 国立霞ヶ丘競技場陸上競技場（決勝）
- 駒沢オリンピック公園陸上競技場（1回戦～準決勝）
- 三ツ沢公園球技場（1回戦～準々決勝）
- 千葉県総合運動場陸上競技場（1回戦～3回戦）
- 埼玉県大宮公園サッカー場（1回戦～3回戦）
- 西が丘サッカー場（1回戦～2回戦）
- 等々力陸上競技場（1回戦～2回戦）
- 習志野市秋津サッカー場（1回戦～2回戦）
- 浦和市駒場陸上競技場（1回戦～2回戦）

## 出場校
北海道・東北
- 北海道代表 室蘭大谷
- 青森県代表 光星学院
- 岩手県代表 盛岡商
- 宮城県代表 仙台育英
- 秋田県代表 秋田商
- 山形県代表 日大山形
- 福島県代表 郡山商

関東
- 茨城県代表 水戸商
- 栃木県代表 真岡
- 群馬県代表 前橋商
- 埼玉県代表 武南
- 千葉県代表 市立船橋
- 東京都A代表 帝京
- 東京都B代表 暁星
- 神奈川県代表 湘南
- 山梨県代表 機山工

北信越・東海
- 新潟県代表 新潟西
- 富山県代表 水橋
- 石川県代表 金沢
- 福井県代表 丸岡
- 長野県代表 上田
- 岐阜県代表 岐阜工
- 静岡県代表 清水市商
- 愛知県代表 愛知
- 三重県代表 四日市中央工

近畿
- 滋賀県代表 守山
- 京都府代表 山城
- 大阪府代表 大阪商
- 兵庫県代表 神戸弘陵
- 奈良県代表 上牧
- 和歌山県代表 和歌山工

中国
- 鳥取県代表 米子工
- 島根県代表 大社
- 岡山県代表 玉野
- 広島県代表 国泰寺
- 山口県代表 山口

四国
- 徳島県代表 徳島商
- 香川県代表 高松商
- 愛媛県代表 南宇和
- 高知県代表 高知

九州
- 福岡県代表 東海大五
- 佐賀県代表 佐賀学園
- 長崎県代表 国見
- 熊本県代表 大津
- 大分県代表 大分鶴崎
- 宮崎県代表 宮崎中央
- 鹿児島県代表 加治木工
- 沖縄県代表 西原

## 試合

### 1回戦
- 守山 1 - 1(PK1 - 4) 水戸商
- 加治木工 2 - 1 上田
- 大社 1 - 0 真岡
- 西原 1 - 4 暁星
- 国泰寺 4 - 1 金沢
- 玉野 1 - 6 室蘭大谷
- 山城 1 - 1(PK6 - 7) 機山工
- 大津 1 - 1(PK3 - 5) 日大山形

- 米子工 0 - 2 岐阜工
- 山口 1 - 5 帝京
- 南宇和 3 - 1 郡山商
- 大阪商 0 - 2 丸岡
- 佐賀学園 2 - 3 愛知
- 上牧 1 - 1(PK6 - 7) 湘南
- 徳島商 0 - 1 仙台育英
- 高松商 1 - 3 秋田商

### 2回戦
- 国見 2 - 0 水橋
- 水戸商 1 - 0 加治木工
- 大社 1 - 3 暁星
- 高知 1 - 3 新潟西
- 宮崎中央 0 - 1 武南
- 国泰寺 1 - 0 室蘭大谷
- 機山工 2 - 2(PK4 - 3) 日大山形
- 和歌山工 1 - 2 市立船橋

- 四日市中央工 1 - 0 光星学院
- 岐阜工 0 - 3 帝京
- 南宇和 5 - 0 丸岡
- 東海大五 0 - 5 前橋商
- 大分鶴崎 1 - 2 盛岡商
- 愛知 0 - 2 湘南
- 仙台育英 1 - 0 秋田商
- 神戸弘陵 0 - 3 清水市商

### 3回戦
- 国見 1 - 1(PK4 - 2) 水戸商
- 暁星 2 - 0 新潟西
- 武南 3 - 0 国泰寺
- 機山工 0 - 3 市立船橋

- 四日市中央工 2 - 1 帝京
- 南宇和 0 - 2 前橋商
- 盛岡商 3 - 0 湘南
- 仙台育英 0 - 1 清水市商

### 準々決勝
- 国見 1 - 1(PK4 - 5) 暁星
- 武南 1 - 3 市立船橋

- 四日市中央工 1 - 3 前橋商
- 盛岡商 0 - 0(PK1 - 3) 清水市商

### 準決勝
- 暁星 1 - 3 市立船橋
- 前橋商 1 - 2 清水市商

### 決勝
- 市立船橋 0 - 1 清水市商

## 得点王
- 桑原賢治 (前橋商)・中村聖之 (市立船橋) 4得点

## 主な出場選手
- 三浦文丈・名波浩・藤田俊哉・山田隆裕（清水市商）
- 秋田豊 (愛知)
- 脇田寧人・中川秀樹（ペナルティ）（市立船橋）